# Zeynep Kuray
Zeynep Kuray (* 1978) ist eine türkische Journalistin. Sie schrieb zuletzt für BirGün und die Firat News Agency (ANF).

## Leben
Zeynep Kuray ist eine Tochter des Dev-Genç-Mitbegründers Sarp Kuray und der Theaterschauspielerin Ayşe Emel Mesçi. Nach dem Putsch in der Türkei 1980 emigrierte die Familie nach Frankreich. In dieser Zeit spielte sie eine Kinderrolle im Film Duvar von Yılmaz Güney. Erst zwei Jahrzehnte später kam Zeynep Kuray erstmals wieder in die Türkei. 2008 begann sie, für BirGün zu schreiben, ab 2010 für die Firat News Agency.
Im Jahr 2013 wurde Zeynep Kuray der Ilaria Alpi Preis zugesprochen. Da sie jedoch nicht zur Entgegennahme ausreisen konnte, wurde letztlich ein anderer Empfänger damit ausgezeichnet. Ebenfalls 2013 wurde Zeynep vom National Press Club in Washington, D.C. mit dem „John Aubuchon Press Freedom Award“ ausgezeichnet. Zeynep Kuray wurde mehrfach im Rahmen der „KCK-Verfahren“ inhaftiert und konnte aufgrund laufender Gerichtsverfahren den Preis nicht persönlich entgegennehmen. Am 25. Oktober 2017 wurde sie erneut festgenommen und am nächsten Tag freigelassen.